# Milena (personagem)
Milena é uma personagem fictícia de histórias em quadrinhos da Mauricio de Sousa Produções, sendo introduzida oficialmente nos gibis em janeiro de 2019. Ela é a primeira menina negra da Turma da Mônica.

## Histórico da criação
Houve um grande caminho até a concepção de um personagem negro. Milena é a primeira menina negra da Turma da Mônica. Antes dela, os únicos personagens negros principais da Turma eram Jeremias, Pelezinho e Ronaldinho Gaúcho. Em 2007, em reportagem do jornal O Estado de S. Paulo, Mauricio de Sousa menciona o projeto de uma família de Salvador que se mudaria para o Bairro do Limoeiro, o pai da família seria um músico e a mãe uma médica veterinária e teriam dois meninos e uma menina. Em 2009, durante a Bienal Internacional do Livro do Rio de Janeiro, Mauricio cita o projeto, embora uma matéria  do site G1 não cite a origem baiana. Em 2011, o projeto é mencionado na Câmara Municipal de Salvador, Mauricio volta a mencionar a origem baiana. Em 2016, Mônica Sousa fez diversas reuniões sobre o tema com pessoas como ex-consulesa da França Alexandra Loras, a jornalista Monique Evelle, a youtuber Nátaly Neri, do canal Afros e Afins, e a direção da Faculdade Zumbi dos Palmares.
Milena foi lançada dentro do escopo Projeto Donas da Rua. Sua primeira aparição promocional foi em 17 de dezembro de 2017 durante a primeira edição da Corrida Donas da Rua, no Parque Ibirapuera, em São Paulo. Lá, uma atriz fantasiada atuou como ativista na defesa do empoderamento e da igualdade de gênero. No dia 18, a MSP anunciou formalmente sua estreia.
Sua primeira aparição nos quadrinhos foi em outubro de 2018 na revista Mônica #42, na história Adoção.[carece de fontes?] Porém, sua primeira aparição "oficial" foi em janeiro de 2019 na história A Nova Amiguinha, roteirizada por Rafael Calça, coautor da graphic MSP Jeremias – Pele. A edição saiu no mesmo mês em que Mauricio de Sousa fez sua primeira publicação na Folha da Manhã em 1959. Em sua estreia, foram postadas imagens suas nas redes sociais e no Parque da Mônica. Milena também está presente na terceira série de Turma da Mônica Jovem e em Turma da Mônica Geração 12.

## Características
Mauricio de Sousa afirmou que houve um "trabalho maior" para criar a personagem, pois "não poderia simplesmente ser desenhada e publicada sem um protagonismo acentuado. Já se fazia necessária há tempos".
Milena tem 7 anos. Ela tem autoestima elevada e ama futebol e os animais. É amiga principalmente da Mônica, Magali e Marina. É filha de Silvia, veterinária que atua no Bairro do Limoeiro, com Renato, publicitário. Ela tem dois irmãos, Solange, de 17 anos, que é vocalista de uma banda de garagem, e Fabinho, de 5 anos, amigo do Dudu. Seu aniversário é em 25 de junho, mesmo dia da independência de Moçambique. Seu nome de família é Sustenido, e todos os membros representam notas musicais (ré, mi, fá, sol e si).[carece de fontes?] Ela possui um gato chamado Mostarda, que foi nomeado pelos fãs. A origem baiana foi descartada.

## Outras mídias

### Televisão

#### Live-action
- Em 2022, Emilly Nayara interpretou Milena em Turma da Mônica - A Série.
- Em 2024, Bia Lisboa atuou como Milena em Franjinha & Milena: Em Busca da Ciência.[16]
- Em 2024, Sabrina Souza interpretou Milena criança e Dhu Moraes a Milena adulta na série Turma da Mônica - Origens.[17][18]

#### Animações
- Milena está presente na terceira temporada de Turma da Mônica, exibida pelo Cartoon Network, Cartoonito e SBT e disponível nos streaming Max e Prime Video.[19]
- Milena está presente na série da franquia Mônica Toy.
- Milena está presente na série Vamos Brincar com a Turma da Mônica exibida pelo canal Gloobinho e disponível nos streamings Globoplay e AppleTV+.[20]

### Filmes
- Em 2019, Emilly Nayara interpretou Milena no filme Turma da Mônica: Lições.[21]
- Em 2024, Carol Roberto interpretou Milena no filme Turma da Mônica Jovem: Reflexos do Medo.

## Produtos e imagens promocionais
- Em 2019, a Lab Fantasma, do rapper Emicida, lançou uma linha com oito roupas e acessórios com a temática da Milena.[22]

- Em 2019, a MSP postou uma imagem da Milena como sereia após o anúncio de Halle Bailey como Ariel no filme A Pequena Sereia.[23]
- Em julho de 2021, a MSP homenageou Rebeca Andrade, medalhista nas Olimpíadas de Tóquio, no Donas da Rua da História, porém a ginasta foi retratada como a Magali, mesmo sendo negra. A imagem foi substituida por uma representação da Milena.[24]
- Milena também está presente na atual versão da linha de produtos Turma da Mônica Baby.
- Em Março de 2025, a partir da edição “Aventura Para Trás”, Milena começou a ser representada por um macacão verde, mas manteve seus outros acessórios na cor rosa que é sua marca registrada.[25]